# Andromède IV
Andromeda IV est une possible galaxie irrégulière qui pourrait faire partie de notre Groupe local, ou bien une galaxie nettement plus lointaine, ou même un amas ouvert de la Galaxie d'Andromède. Découverte par Sidney van den Bergh en 1972 en même temps que les galaxies Andromeda I, II et III, sa nature exacte est toujours sujette à caution.
Les premières estimations de distance d'Andromeda IV conduisaient à 2,9 millions d’années-lumière du Système solaire, ce qui la placerait dans le voisinage immédiat de la Galaxie d'Andromède. En 2000, des mesures effectuées à l'aide du télescope spatial Hubble la placent plutôt entre 16 et 26 millions d'années-lumière, ce qui en ferait un objet largement extérieur au Groupe local.